# الطاقة المتجددة في هولندا

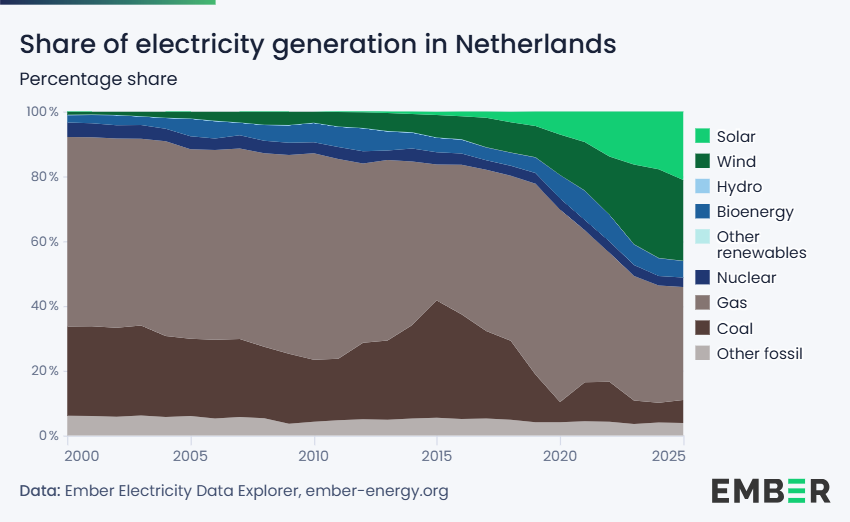

على الرغم من الاستخدام التاريخي لطاقة الرياح لتصريف المياه وطحن الحبوب، تتخلف هولندا اليوم عن معظم دول الاتحاد الأوروبي في إنتاج الطاقة من المصادر المتجددة. المصادر الرئيسية المتجددة في البلاد هي الكتلة الحيوية والرياح والطاقة الشمسية والطاقة الحرارية الجوفية والطاقة الحرارية الهوائية (معظمها من المضخات الحرارية أرضية المصدر وهوائية المصدر). عام 2014، أنتجت هولندا 5.5 % فقط من إجمالي طاقتها من مصادر الطاقة المتجددة، بزيادة طفيفة من 3.7 % عام 2010 و 1 % فقط عام 1990. من بين دول الاتحاد الأوروبي، فقط مالطا ولوكسمبورغ أنتجتا أقل من هولندا. عام 2018، اتُخذت قرارات لاستبدال الغاز الطبيعي كمصدر رئيسي للطاقة في هولندا مع زيادة الكهربة كجزء رئيسي من هذه العملية.
يمكن تفسير إهمال الطاقة المتجددة جزئياً بالأراضي المسطحة التي غالباً ما تكون تحت مستوى سطح البحر إضافة إلى محدودية الطاقة المائية، على الرغم من أن بلدانًا أخرى فقيرة بالموارد المائية مثل الدنمارك لا تزال قادرة على جعل مصادر الطاقة المتجددة محور احتياجاتها من الطاقة. عام 2015، كانت توربينات الرياح الهولندية تمتلك طاقة اسمية إجمالية تبلغ 3,431 ميغاوات. سجلت منشآت طاقة الرياح والطاقة الشمسية أرقامًا قياسية خلال عام 2015، وقد يقرب ذلك هولندا من هدفها المتمثل بإنتاج 37% من طاقتها من مصادر متجددة بحلول عام 2020. اعتبارًا من العام 2017، دخل عدد من مزارع الرياح البحرية الكبرى الخدمة أو حصلت على ترخيص. جاء الجزء الأكبر من المساهمة الصغيرة التي قدمتها الطاقة الكهرومائية في توليد الكهرباء من ثلاث محطات لتوليد الطاقة.
يأتي جزء كبير من الكهرباء المتجددة التي تباع في هولندا من النرويج، وهي البلد الذي يولد كل الكهرباء التي يحتاجها من محطات الطاقة الكهرومائية. في هولندا، يمكن للمستهلكين اختيار شراء الكهرباء متجددة المصدر. منذ عام 2008، ازدادت كمية الطاقة المتجددة التي يستخدمها الهولنديون، فارتفعت من 38 % عام 2008 إلى 41% بحلول عام 2009، لتصل إلى 44% بحلول منتصف عام 2010.
أحد المجالات التي تُعد فيها هولندا رائدة نسبياً هي اعتمادها القوابس الكهربائية في المركبات. عام 2015، شكلت السيارات الكهربائية 9.74% من مبيعات السيارات في هولندا، ما يجعلها ثاني أعلى نسبة في العالم بعد النرويج. السيارات الكهربائية قادرة على العمل بالكهرباء المتجددة دون انبعاثات، ولديها القدرة على توفير مرافق لتخزين الطاقة.

## استهلاك الطاقة حسب القطاعات
قدمت جميع دول الاتحاد الأوروبي بالإضافة لأيسلندا والنرويج خطط عمل وطنية للطاقة المتجددة، لتوضيح الخطوات المتخذة والتقدم المتوقع من جانب كل دولة بين عامي 2010 و 2020 لتحقيق أهداف وتوجهات الطاقة المتجددة لكل دولة. تحتوي كل خطة على تحليل تفصيلي لاستخدام الطاقة المتجددة الحالي في كل دولة وخطط للتطويرات المستقبلية. بحسب توقعات المستندات التي قدمتها هولندا لعام 2020، يمكن تقسيم إجمالي استهلاك الطاقة النهائي في هولندا حسب القطاع على النحو التالي:
| استهلاك الطاقة المتوقع حسب القطاع عام 2020 | طن نفط مكافئ بالآلاف | نسبة إنتاج الطاقة المتجددة المستهدفة عام 2020 |
| التدفئة والتبريد                           | 24,989               | 8.7%                                          |
| كهرباء                                     | 11,681               | 37.0%                                         |
| نقل                                        | 10,634               | 10.3%                                         |
| الاستهلاك الإجمالي                         | 52,088               | 14.5%                                         |

## الاتجاهات الحديثة في الطاقة المتجددة
تهدف هولندا لاستخدام 14% من طاقتها من مصادر متجددة بحلول عام 2020. تنقسم الأهداف القطاعية لعام 2020 إلى أهداف وطنية تبلغ 8.7% في قطاع التدفئة والتبريد و37% في قطاع الكهرباء و10.3% في قطاع النقل. قد تختلف هذه الأرقام بعض الشيء عن الحد الأدنى المستهدف. يوضح الجدول أدناه النتائج الفعلية المسجلة لاستخدام الطاقة المتجددة حسب القطاع:
| [ 10 ]           | 2009 | 2010 | 2011 | 2012  | 2013  | 2014  | 2015  | 2016  | 2017  |
| التدفئة والتبريد | 3.4% | 3.1% | 3.7% | 3.9%  | 4.1%  | 5.2%  | 5.5%  | 5.5%  | 5.9%  |
| الكهرباء         | 9.1% | 9.6% | 9.8% | 10.4% | 10.0% | 10.0% | 11.1% | 12.5% | 13.8% |
| النقل            | 4.5% | 3.3% | 4.8% | 4.9%  | 5.1%  | 6.2%  | 5.3%  | 4.6%  | 5.9%  |
| المجموع          | 4.3% | 3.9% | 4.5% | 4.7%  | 4.8%  | 5.5%  | 5.8%  | 6.0%  | 6.6%  |

تعتبر هولندا من بين أكثر الدول المرشحة لتفويت الأهداف الوطنية للطاقة المتجددة لعام 2020 كما هو مطلوب في توجيهات الطاقة المتجددة.

### طاقة الرياح
كان عام 2016 عامًا قياسيًا لتركيب منشآت توربينات الرياح الجديدة التي بلغ مجموع ما تنتجه 887 ميغاوات، ما رفع إجمالي القدرة المركبة إلى 4,328 ميغاوات بحلول نهاية العام. 691 ميغاوات من المنشآت الجديدة كانت في البحر. وضعت الحكومة الهولندية هدفًا لإنتاج ما قدره 6000 ميغاوات من طاقة الرياح من المنشآت البرية بحلول عام 2020 و 4,450 ميغاوات من طاقة الرياح من المنشآت البحرية بحلول عام 2023.
عام 2017، امتلكت هولندا 2294 توربين رياح. بلغت طاقة الرياح المركبة في نهاية عام 2017 في ظروف عادية 9% من إنتاج الكهرباء، في الوقت الذي كانت فيه هذه القيمة 16% في ألمانيا و14% في البرتغال.

### الطاقة الشمسية
بحلول عام 2017، وصلت السعة المركبة التراكمية للطاقة الشمسية إلى  2,749 ميغاوات كتقدير أولي مع زيادة بلغت 700 ميغاوات في تلك السنة وحدها. على الرغم من أن هولندا شهدت نموًا وضعها في المرتبة الرابعة على مستوى أوروبا خلال عام 2017، إلا أن حصة الفرد فيها من الطاقة الشمسية ظلت منخفضة نسبيًا مقارنة مع الاتحاد الأوروبي التي بلغت 160.9 واط لكل هولندي مقابل 208.3 واط للفرد الأوروبي.

### الكتلة الحيوية
تشمل مصادر الكتلة الحيوية في هولندا النفايات الحيوية التي تُحرق في مصانع حرق النفايات. تُجمع بقايا الخشب في هولندا ودول أخرى في الاتحاد الأوروبي لاستخدامها. يُستخدم السماد لإنتاج الغاز الحيوي وتُطلق جسيمات خشبية مضغوطة في محطات الكهرباء. استوردت هولندا 590 ألف طن من هذه الجسيمات، معظمها من الولايات المتحدة الأمريكية وحوالي 140 الف طن من مصادر محلية. يُنتج الوقود الحيوي في هولندا لكل من الأسواق المحلية وأسواق التصدير.

### الطاقة الكهرومائية
بسبب أراضيها المسطحة، فإن الموارد الكهرومائية في هولندا محدودة للغاية. عام 2014، أنتجت الطاقة الكهرومائية 112 غيغاوات ساعة فقط من الطاقة من إجمالي إنتاج الكهرباء من جميع المصادر البالغة 103,418 غيغاوات ساعة.

### مضخات الحرارة
يُستخدم مصدر مثير للاهتمام لاستعادة الحرارة في هولندا وهو مصدر الحليب الطازج، أو الحليب الدافئ. لكن هذا المصدر الذي يشكل 0.3% من إجمالي إنتاج الطاقة المتجددة، من المستحيل أن يساهم في تغيير مصادر الطاقة في البلاد. لم يُذكر الحليب الدافئ في توجيهات الطاقة المتجددة للاتحاد الأوروبي، ولا في إحصائيات الطاقة الدولية، وبالتالي لم يُضمّن في إجمالي أرقام الاستهلاك النهائي. ومع ذلك فإنه يوفر للمزارعين الهولنديين الكثير من الماء الساخن.
عام 2010، قدمت 740,000 بقرة حلوب (حوالي نصف أبقار البلاد) 277 تيرجول من الطاقة الحرارية، مخفضة 18000 طن من انبعاثات ثاني أكسيد الكربون. وفقًا لمصادر من قطاع المواشي، لكل لتر من الحليب المبرد، يمكن إنتاج 0.7 لتر من الماء الدافئ. تصل حرارة المياه التي تُضخ من خلال لوحة المبادل الحراري إلى 50 أو 55 درجة مئوية. تولد الطاقة المستردة من 1000 لتر من الحليب يوميًا على مدار العام حرارة ما يعادل: 13,100 كيلو واط ساعة من الطاقة الكهربائية، 1900 لتر من النفط، 1650 مترًا مكعبًا من الغاز الطبيعي أو 950 كغ من غاز البروبان.